# Nick Frost
Nicholas John "Nick" Frost (*28. března 1972) je anglický herec, komik a scenárista. Je známý svou rolí Mikea Watta ve Spaced, ale také jako Ed v Soumraku mrtvých, Danny Butterman v Jednotce příliš rychlého nasazení, Andrew Knightley v The World's End, Clive Gollings v Paulovi nebo drogový dealer Ron v Attack the Block.

## Filmografie

### Televize
| Rok  | Název                    | Role              | Poznámka                      |
| ---- | ------------------------ | ----------------- | ----------------------------- |
| 1998 | Velkovlak                | inženýr           | 2 díly                        |
| 1999 | Spaced                   | Mike Watt         | 14 dílů                       |
| 2000 | Black Books              | člen ochranky     |                               |
| 2001 | Acorn Antiques           | ozbrojený lupič   |                               |
| 2002 | The Sofa of Time         | Parker            |                               |
| 2002 | Danger! 50,000 Volts!    | host              |                               |
| 2003 | Danger! Incoming Attack! | host              |                               |
| 2004 | Black Books              | Paul              | 2 díly                        |
| 2004 | Straight 8               |                   | TV film                       |
| 2005 | Twisted Tales            | Keith             | díl: „Txt Msg Rcvd“           |
| 2005 | Look Around You          | Caveman/ Hot Jon  | 2 díly                        |
| 2005 | Spider-Plant Man         | vědec             |                               |
| 2005 | Supernanny               | vypravěč          |                               |
| 2005 | Man Stroke Woman         | různé postavy     | 12 dílů                       |
| 2006 | Green Wing               | muž               |                               |
| 2006 | Hyperdrive               | kapitán Henderson | 12 dílů                       |
| 2010 | Money                    | John Self         | 2 díly                        |
| 2011 | Top Gear                 | sám sebe          |                               |
| 2011 | A Quiet Word With ...    | sám sebe          |                               |
| 2011 | Good News Week           | sám sebe          |                               |
| 2013 | It's Kevin               | hráč na bongo     | díl 1.4                       |
| 2014 | Phineas a Ferb           | Ed                | díl: „Noc oživlých lékárníků“ |
| 2014 | Mr. Sloane               | Jeremy Sloane     | 6 dílů                        |
| 2014 | Sober Companion          |                   | TV film                       |
| 2014 | Pán času                 | Santa Claus       | 2 díly                        |
| 2016 | Galavant                 | Andre             | díl: „Giants vs. Dwarves“     |
| 2016 | Asterix: Sídliště bohů   | Obelix (hlas)     | anglický dabing               |
| 2017 | Into the Badlands        | Bajie             | 10 dílů                       |
| 2017 | Sick Note                | Dr. Iain Glennis  | 14 dílů                       |

### Film
| Rok  | Název                                | Role               | Poznámka               |
| ---- | ------------------------------------ | ------------------ | ---------------------- |
| 2004 | Soumrak mrtvých                      | Ed                 |                        |
| 2004 | The Man Who Would Be Shaun           | Sean               |                        |
| 2004 | Funky Pete                           | Ed                 |                        |
| 2005 | Sexy botky                           | Don                |                        |
| 2007 | Grindhouse: Don't                    | žrout dětí         |                        |
| 2007 | Jednotka příliš rychlého nasazení    | PC Danny Butterman |                        |
| 2008 | Divoška                              | Mr. Christopher    |                        |
| 2008 | Penelope                             | Max Campion        |                        |
| 2009 | Piráti na vlnách                     | Dave               |                        |
| 2011 | Paul                                 | Clive Gollings     | také scenárista        |
| 2011 | Scrat's Continental Crack-Up: Part 2 | Flynn (hlas)       |                        |
| 2011 | Útok na věžák                        | Ron                |                        |
| 2011 | Tintinova dobrodružství              | Tkadlec (hlas)     |                        |
| 2012 | Sněhurka a lovec                     | Nion               |                        |
| 2012 | Doba ledová 4: Země v pohybu         | Flynn (hlas)       |                        |
| 2013 | Cuban Fury                           | Bruce Garrett      |                        |
| 2013 | U Konce světa                        | Andy Knight        | také výkonný producent |
| 2014 | Lennon or McCartney                  | Sám sebe           | dokumentární film      |
| 2014 | Zuřivá salsa                         | Bruce Garrett      | také výkonný producent |
| 2014 | Škatuláci                            | pan Trout (hlas)   |                        |
| 2015 | Nepovedenej kšeft                    | Bill Whilmsley     |                        |
| 2015 | Syrenia                              | Dr. Welles         |                        |
| 2016 | Lovec: Zimní válka                   | Nion               |                        |
| 2017 | Příšerákovi                          | Frank              |                        |
| 2018 | Fighting with My Family              | Ricky Knight       |                        |
| 2018 | Tomb Raider                          |                    |                        |